# Mustafa Kuyucu
Mustafa Kuyucu (ur. 1 stycznia 1984) – turecki zapaśnik walczący w stylu wolnym. Zajął szóste miejsce w Pucharze Świata w 2012 i dwunasty w 2010. Wicemistrz Europy juniorów w 2004 roku.